# La Mutua
La Mutua är en ort i Mexiko.   Den ligger i kommunen El Naranjo och delstaten San Luis Potosí, i den centrala delen av landet, 300 km norr om huvudstaden Mexico City. La Mutua ligger 268 meter över havet och antalet invånare är 140.
Terrängen runt La Mutua är huvudsakligen kuperad, men den allra närmaste omgivningen är platt. Runt La Mutua är det glesbefolkat, med 13 invånare per kvadratkilometer. Närmaste större samhälle är Minas Viejas, 8,4 km söder om La Mutua. I omgivningarna runt La Mutua växer huvudsakligen savannskog.